# تصوير الكلية بالنظير المشع
تصوير الكليتين بالنظائر المشعة هو شكل من أشكال التصوير الطبي للكليتين يُستخدم فيه الوسم الإشعاعي. يسمح تصوير الكليتين، والذي قد يُعرف أيضًا باسم اختبار ماغ 3، لأخصائي الطب النووي أو أخصائي الأشعة برؤية الكليتين ومعرفة المزيد حول كيفية عملهما. يعد ماغ 3 اختصارًا لمركابتو أسيتيل ثلاثي الغلايسين، وهو مركب مخلّب بعنصر مشع (التكنيشيوم-99 م).
العاملان الصيدلانيان الموسومان شعاعيًا والأكثر شيوعًا هما التكنيشيوم-99م ماغ 3 (يُدعى الماغ 3 أيضًا المركابتو أسيتيل ثلاثي الغلايسين أوالميرتياتيد) والتكنيشيوم 99م- دي تي بّي أيه (ثنائي النسيليامين بينتاسيتيك). تشمل الأدوية الأخرى الموسومة شعاعيًا الإي سي (الإيثيلين داي سيستين) واليود-131 الواسم لأو آي إتش (أورثو-يودوهيبورات).

## إجراء الاختبار
بعد الحقن في الجهاز الوريدي، تصفي الكليتان المركب ويمكن تتبع تقدمه ضمن الجهاز الكلوي بكاميرا أشعة غاما. تُلتقط سلسلة من الصور على فترات منتظمة. تتضمن المعالجة بعد ذلك رسم منطقة اهتمام (آر أو آي) حول الكليتين، وينتج برنامج حاسوب رسمًا بيانيًا للنشاط الإشعاعي داخل الكليتين مع الزمن، يمثل كمية التتبع، من عدد التعدادات المقاسة داخل كل صورة (ممثلة نقاطًا زمنية مختلفة).
إذا كانت الكلية لا تتلقى الدم على سبيل المثال، لن تظهر على الإطلاق، حتى لو بدت طبيعية من الناحية البنيوية في التصوير بالموجات فوق الصوتية الطبية أو التصوير بالرنين المغناطيسي. إذا كانت الكلية تتلقى الدم، ولكن يوجد انسداد تحت مستوى الكلية في المثانة أو الحالب، لن يتجاوز النظير المشع مستوى الانسداد، أما إذا كان الانسداد جزئيًا، يمر ماغ 3 ويتطاول زمن العبور. يمكن جمع المزيد من المعلومات عن طريق حساب منحنيات نشاط الوقت؛ عند وجود تروية كلوية طبيعية، يجب ملاحظة ذروة النشاط بعد 3-5 دقائق. تعطي المعلومات الكمية النسبية الدالة التفاضلية لنشاط التصفية في كل كلية.

## المتتبعات
يُفضل ماغ 3 على حمض ثنائي النسيليامين بينتاسيتيك الموسوم بالتكنيشيوم-99م لدى حديثي الولادة، والمرضى الذين يعانون من وظيفة كلوية معيبة، وأولئك الذين يشتبه في إصابتهم بالانسداد، لأن تصفيته أكثر كفاءة. ترتبط تصفية ماغ 3 ارتباطًا وثيقًا بجريان البلازما الكلوي الفعال (إي آر بّي إف)، ويمكن استخدام تصفية ماغ 3 كمقياس مستقل لوظيفة الكليتين. بعد تطبيقه وريديًا، يصفى نحو 40-50% من ماغ 3 الموجود في الدم عن طريق الأنابيب القريبة مع كل مرور في الكليتين؛ ثم تفرز الأنابيب القريبة ماغ 3 إلى لمعة الأنبوب.
يُصفى حمض ثنائي النسيليامين بينتاسيتيك الموسوم بالتكنيشيوم-99م بواسطة الكبيبة ويمكن استخدامه لقياس معدل الرشح الكبيبي (جي إف آر) (في اختبار منفصل)، ما يجعله نظريًا الخيار الأفضل (الأكثر دقة) لتصوير وظائف الكليتين. تبلغ نسبة تصفية دي تي بي أيه نحو 20٪، أي أقل من نصف نسبة ماغ 3. يعد دي تي بي أيه ثاني أكثر الأدوية الإشعاعية الكلوية استخدامًا في الولايات المتحدة.

## الاستخدام السريري
تعتبر هذه التقنية مفيدة جدًا في تقييم أداء الكليتين. يمكن للنظائر المشعة أن تفرق بين التوسع السلبي والانسداد. تستخدم على نطاق واسع قبل زرع الكلية لتقييم وظيفة الأوعية الدموية للكلية المراد زرعها، وتُعطى جرعة اختبارية من كابتوبريل لإظهار التضيقات المحتملة في الشريان الكلوي الخاص بالكلية الأخرى للمتبرع، وأداء عملية الزرع لاحقًا.
يمكن استخدام تصوير الكليتين بعد الزرع لتشخيص المضاعفات الوعائية والبولية. يُستخدم التصوير الكلوي المبكر بعد الزرع أيضًا لتقييم وظيفة الطعم المتأخرة.
استُخدم الاختبار لكشف انخفاض وظائف الكليتين بعد جرعات الاختبار من كابتوبريل (دواء مثبط للإنزيم المحول للأنجيوتنسين) لتحديد سبب ارتفاع ضغط الدم لدى مرضى الفشل الكلوي. في البداية تواجد عدم يقين بشأن الفائدة، أو ثابت الاختبار الأفضل لتحديد تضيق الشريان الكلوي، وتوافقت الآراء في النهاية على أن الصفة المميزة هي تغير الدالة التفاضلية.

## تاريخ
في عام 1986، طُور ماغ 3 في جامعة يوتا من قبل الدكتور آلان فريتسبيرغ والدكتور سوداكار كازينا والدكتور دينيس إيشيما. خضع العقار لتجارب سريرية في عام 1987، واجتاز اختبار المرحلة الثالثة في عام 1988.
حل ماغ 3 الموسوم بالتكنيشيوم-99م محل اليود-131 أورثو يودوهيبورات أو يود 131-هيبوران نظرًا لجودته الأعلى في التصوير بغض النظر عن مستوى وظائف الكليتين، ولتمتعه بميزة القدرة على تطبيق جرعات إشعاع أقل.